# The Scroll of Stone
«The Scroll of Stone» — дебютний студійний альбом румунського симфонічного павер-метал-гурту Magica. Реліз відбувся у 2002 через лейбл Sigma Records.

## Список композицій
1. "The Wish" - 0:54
2. "A Blood Red Dream" - 4:31
3. "The Sun Is Gone" - 1:05
4. "The Sorcerer" - 4:43
5. "Road to the Unknown" - 4:40
6. "Daca" - 3:56
7. "E Magic" - 3:50
8. "The Silent Forest" - 4:26
9. "Mountains of Ice" - 5:05
10. "The Key" - 2:33
11. "The Scroll of Stone" - 4:31
12. "Redemption" - 5:10

## Учасники запису
- Ана Младіновіч – вокал
- Богдан "Бет" Костеа – електрогітара
- Віорел Райлану – клавіші
- Адріан Міхай – ударні
- Валентин "ІнгерАльб" Зечіу – бас-гітара